# Elle ne pleure pas, elle chante (film)
Pour La bande dessinée, voir Elle ne pleure pas, elle chante.
Pour plus de détails, voir Fiche technique et Distribution.
Elle ne pleure pas, elle chante est un film belge réalisé par Philippe de Pierpont et sorti en 2011. 
Pour son premier film, Philippe de Pierpont réalise une fiction sur le thème de l'inceste, adapté du livre autobiographique d'Amélie Sarn.

## Synopsis
Un homme fume une cigarette au volant de sa voiture, il s'arrête sur le bas-côté pour vérifier ses pneus, et subitement il est fauché par un véhicule. Quand sa fille Laura vient lui rendre visite à l'hôpital, elle profite de son coma pour revenir sur les années où il a abusé d'elle.

## Fiche technique
- Titre : Elle ne pleure pas, elle chante
- Titre anglais : She Is Not Crying, She Is Singing
- Réalisation : Philippe de Pierpont
- Scénario : Philippe de Pierpont d'après le livre d'Amélie Sarn
- Distributeur : Perspective Films, Ufilm
- Durée : 78 minutes
- Image : Alain Marcoen
- Lieu de tournage : Laon (Aisne)
- Dates de sortie : 
  - Belgique : 29 juin 2011
  - Luxembourg : 23 septembre 2011
  - France : 17 octobre 2012

## Distribution
- Erika Sainte : Laura
- Laurent Capelluto : Jérôme
- Marijke Pinoy : La mère de Laura
- Jean-François Wolff : Le père de Laura
- Jules Werner : Rémi
- Vicky Krieps : L'infirmière
- Martin De Myttenaere : Jan
- Galatéa Bellugi : Louise
- Nilton Martins :	Brancardier

## Récompenses et distinctions
- Magritte du meilleur espoir féminin pour Erika Sainte[2].